# 倉吉市立上灘小学校
倉吉市立上灘小学校（くらよししりつ うわなだしょうがっこう）は、鳥取県倉吉市上灘町にある公立小学校。

## 沿革
- 1872年（明治5年） - 下田中学校開設。
- 1879年（明治12年） - 愛日学校開設。
- 1881年（明治14年） - 巌城学校を設立。
- 1883年（明治16年） - 下田中小学校を設立、愛日・巌城学校は分校となる。
- 1884年（明治17年） - 愛日・巌城学校分校を吸収合併。
- 1887年（明治20年） - 下田中尋常小学校となる、簡易科併設。
- 1891年（明治24年） - 上灘尋常小学校と改称、簡易科廃止。
- 1900年（明治33年） - 高等科併置、上灘尋常高等小学校と改称。
- 1906年（明治39年） - 高等科の児童全員、河北高等小学校に移る。
- 1908年（明治41年） - 上灘尋常小学校と改称。
- 1924年（大正13年） - 高等科併置、上灘尋常高等小学校と改称。
- 1941年（昭和16年）4月1日 - 国民学校令により上灘国民学校と改称。
- 1944年（昭和19年）9月19日 - 神戸市川池国民学校51名疎開滞在。
- 1947年（昭和22年）4月1日 - 学制改革により倉吉町立上灘小学校と改称。
- 1953年（昭和28年）
  - 不明 - 倉吉市の市制施行に伴い、倉吉市立上灘小学校と改称。
  - 不明 - 校歌制定。
- 1975年（昭和50年） - 倉吉市駄経寺町から同市上灘町へ校舎移転新築。
- 2023年（令和5年） - 創立150周年を迎える。

## 通学区域
通学区域は以下の通り。
- 下田中町、円谷町、米田町、米田町二丁目、新陽町、駄経寺町、駄経寺町二丁目、上灘町、昭和町一丁目・二丁目、南昭和町、東昭和町、東巌城町、幸町、見日町、巌城

## 進学先中学校
- 倉吉市立東中学校

## 交通アクセス
- 日ノ丸バス 市内経由社線（倉吉農高・パークスクエア）「合同庁舎前」バス停よりすずかけ通り南へ200m。

## 著名な関係者
教職員
- 峰地光重（教育者） - 第13代校長。当校の校歌作詞者。